# Lalongue
Lalongue (en béarnais Lalonga ou Laloungue) est une commune française, située dans le département des Pyrénées-Atlantiques en région Nouvelle-Aquitaine.

## Géographie

### Localisation
La commune de Lalongue se trouve dans le département des Pyrénées-Atlantiques, en région Nouvelle-Aquitaine.
Elle se situe à 32 km par la route de Pau, préfecture du département, et à 29 km de Serres-Castet, bureau centralisateur du canton des Terres des Luys et Coteaux du Vic-Bilh dont dépend la commune depuis 2015 pour les élections départementales. 
La commune fait en outre partie du bassin de vie de Lembeye.
Les communes les plus proches sont : 
Gayon (1,8 km), Lannecaube (1,9 km), Vialer (3,1 km), Lespielle (3,7 km), Coslédaà-Lube-Boast (4,1 km), Burosse-Mendousse (4,2 km), Simacourbe (4,3 km), Lussagnet-Lusson (4,3 km).
Sur le plan historique et culturel, Lalongue fait partie de la province du Béarn, qui fut également un État et qui présente une unité historique et culturelle à laquelle s’oppose une diversité frappante de paysages au relief tourmenté.

### Communes limitrophes
Les communes limitrophes sont  Burosse-Mendousse, Gayon, Lannecaube, Lespielle, Lussagnet-Lusson, Simacourbe et Vialer.
| Burosse-Mendousse                     | Vialer     |           |
| Lannecaube                            | Lalongue   | Gayon     |
| Lussagnet-Lusson (par un quadripoint) | Simacourbe | Lespielle |

### Hydrographie

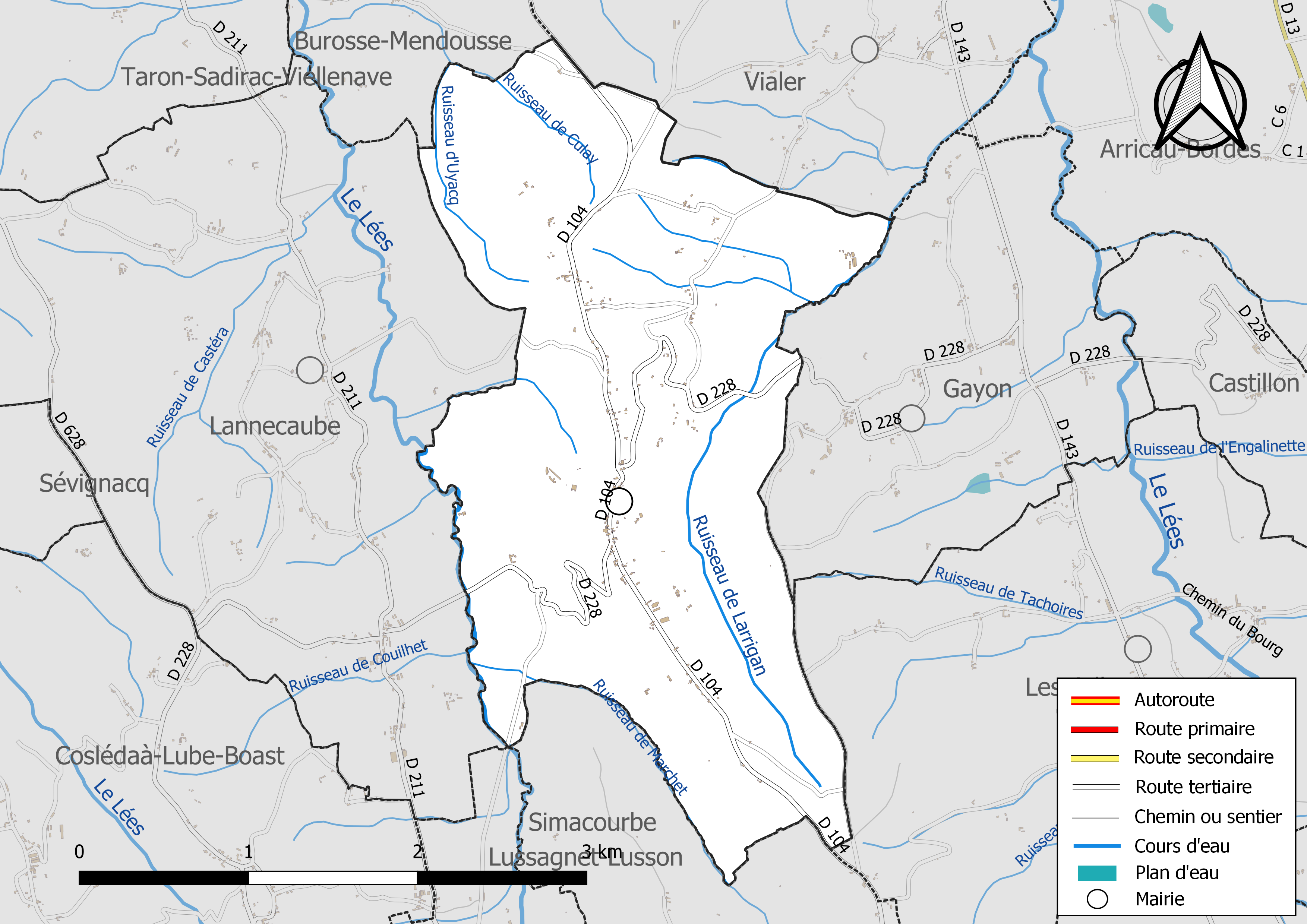
Réseaux hydrographique et routier de Lalongue.

La commune est drainée par le Léès, le ruisseau de Larrigan, le ruisseau de Couilhet, le ruisseau de Culay, le ruisseau de Marchet, le ruisseau d'Uyacq, et par divers petits cours d'eau, constituant un réseau hydrographique de 11 km de longueur totale,.
Le Léès, d'une longueur totale de 39 km, prend sa source dans la commune de Sedzère et s'écoule vers le nord. Il longe le territoire communal sur son côté sud-ouest et en constitue la limite séparative avec Lannecaube, puis se jette dans le Léez à Lannux, après avoir traversé 21 communes.

### Climat
Pour des articles plus généraux, voir Climat de la Nouvelle-Aquitaine et Climat des Pyrénées-Atlantiques.
Historiquement, la commune est dans une zone de transition entre les climats océaniques aquitain et montagnard.  
En 2020, Météo-France publie une typologie des climats de la France métropolitaine dans laquelle la commune est exposée à un climat de montagne et est dans une zone de transition entre les régions climatiques « Aquitaine, Gascogne » et « Pyrénées atlantiques ».
Pour la période 1971-2000, la température annuelle moyenne est de 13,1 °C, avec une amplitude thermique annuelle de 14,4 °C. Le cumul annuel moyen de précipitations est de 1 127 mm, avec 11,5 jours de précipitations en janvier et 8,1 jours en juillet. Pour la période 1991-2020, la température moyenne annuelle observée sur la station météorologique la plus proche, située sur la commune de Mont-Disse à 9 km à vol d'oiseau, est de 13,9 °C et le cumul annuel moyen de précipitations est de 1 010,8 mm,. Pour l'avenir, les paramètres climatiques de la commune estimés pour 2050 selon différents scénarios d'émission de gaz à effet de serre sont consultables sur un site dédié publié par Météo-France en novembre 2022.

### Milieux naturels et biodiversité
Aucun espace naturel présentant un intérêt patrimonial n'est recensé sur la commune dans l'inventaire national du patrimoine naturel,,.

## Urbanisme

### Typologie
Au 1er janvier 2024, Lalongue est catégorisée commune rurale à habitat dispersé, selon la nouvelle grille communale de densité à sept niveaux définie par l'Insee en 2022.
Elle est située hors unité urbaine. Par ailleurs la commune fait partie de l'aire d'attraction de Pau, dont elle est une commune de la couronne,. Cette aire, qui regroupe 227 communes, est catégorisée dans les aires de 200 000 à moins de 700 000 habitants,.

### Occupation des sols

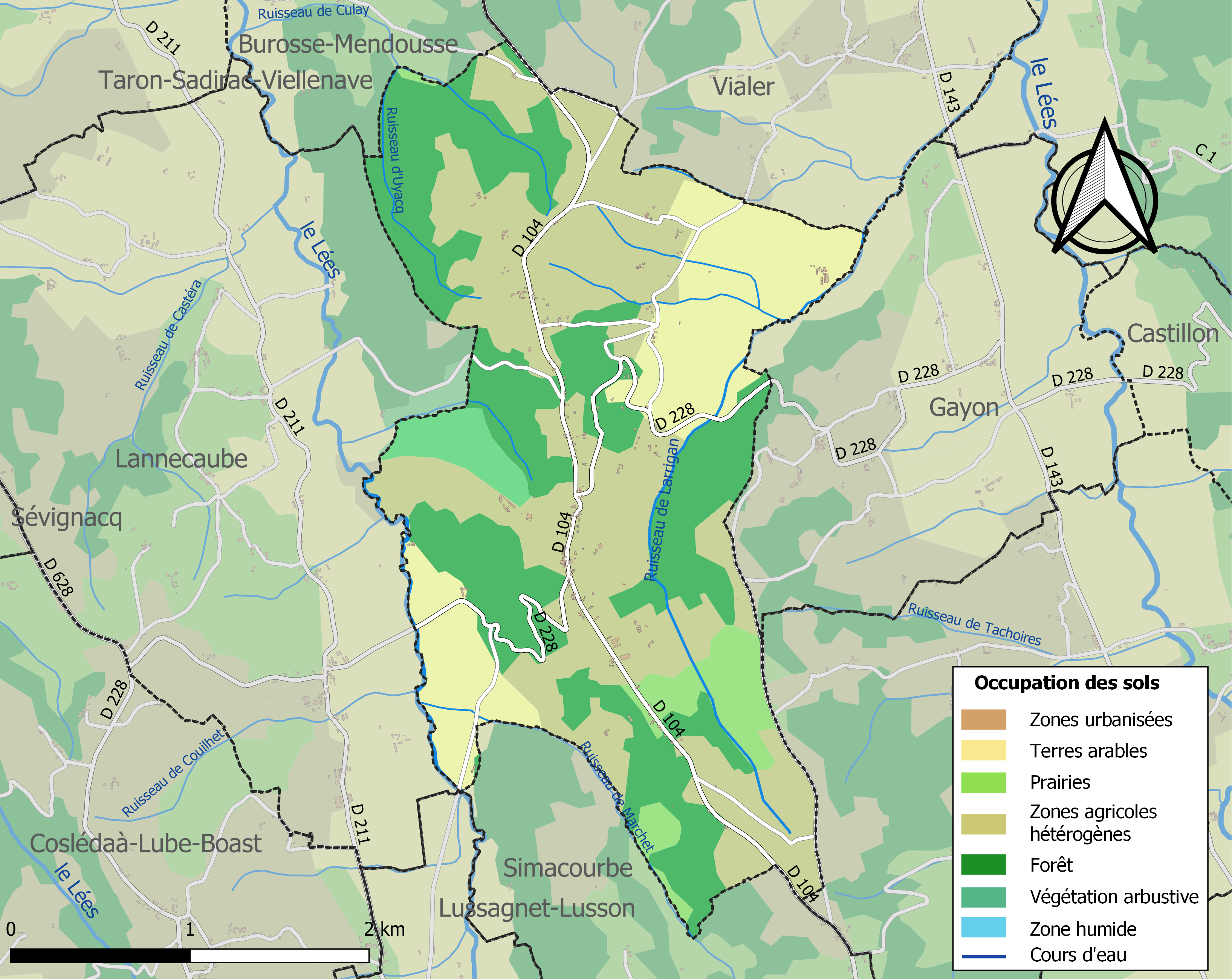
Carte des infrastructures et de l'occupation des sols de la commune en 2018 (CLC).

L'occupation des sols de la commune, telle qu'elle ressort de la base de données européenne d’occupation biophysique des sols Corine Land Cover (CLC), est marquée par l'importance des territoires agricoles (64,5 % en 2018), en augmentation par rapport à 1990 (60,4 %). La répartition détaillée en 2018 est la suivante : 
zones agricoles hétérogènes (41,4 %), forêts (33 %), terres arables (17,9 %), prairies (5,2 %), milieux à végétation arbustive et/ou herbacée (2,6 %). L'évolution de l’occupation des sols de la commune et de ses infrastructures peut être observée sur les différentes représentations cartographiques du territoire : la carte de Cassini (XVIIIe siècle), la carte d'état-major (1820-1866) et les cartes ou photos aériennes de l'IGN pour la période actuelle (1950 à aujourd'hui).

### Lieux-dits et hameaux
- Cabé
- Château

### Voies de communication et transports
Elle est desservie par la route départementale 104.

### Risques majeurs
Le territoire de la commune de Lalongue est vulnérable à différents aléas naturels : météorologiques (tempête, orage, neige, grand froid, canicule ou sécheresse), inondations et séisme (sismicité modérée). Il est également exposé à un risque technologique,  le transport de matières dangereuses. Un site publié par le BRGM permet d'évaluer simplement et rapidement les risques d'un bien localisé soit par son adresse soit par le numéro de sa parcelle.

#### Risques naturels
Certaines parties du territoire communal sont susceptibles d’être affectées par le risque d’inondation par une crue à  débordement lent de cours d'eau, notamment le Léès. La commune a été reconnue en état de catastrophe naturelle au titre des dommages causés par les inondations et coulées de boue survenues en 1982, 2006, 2007 et 2009,.

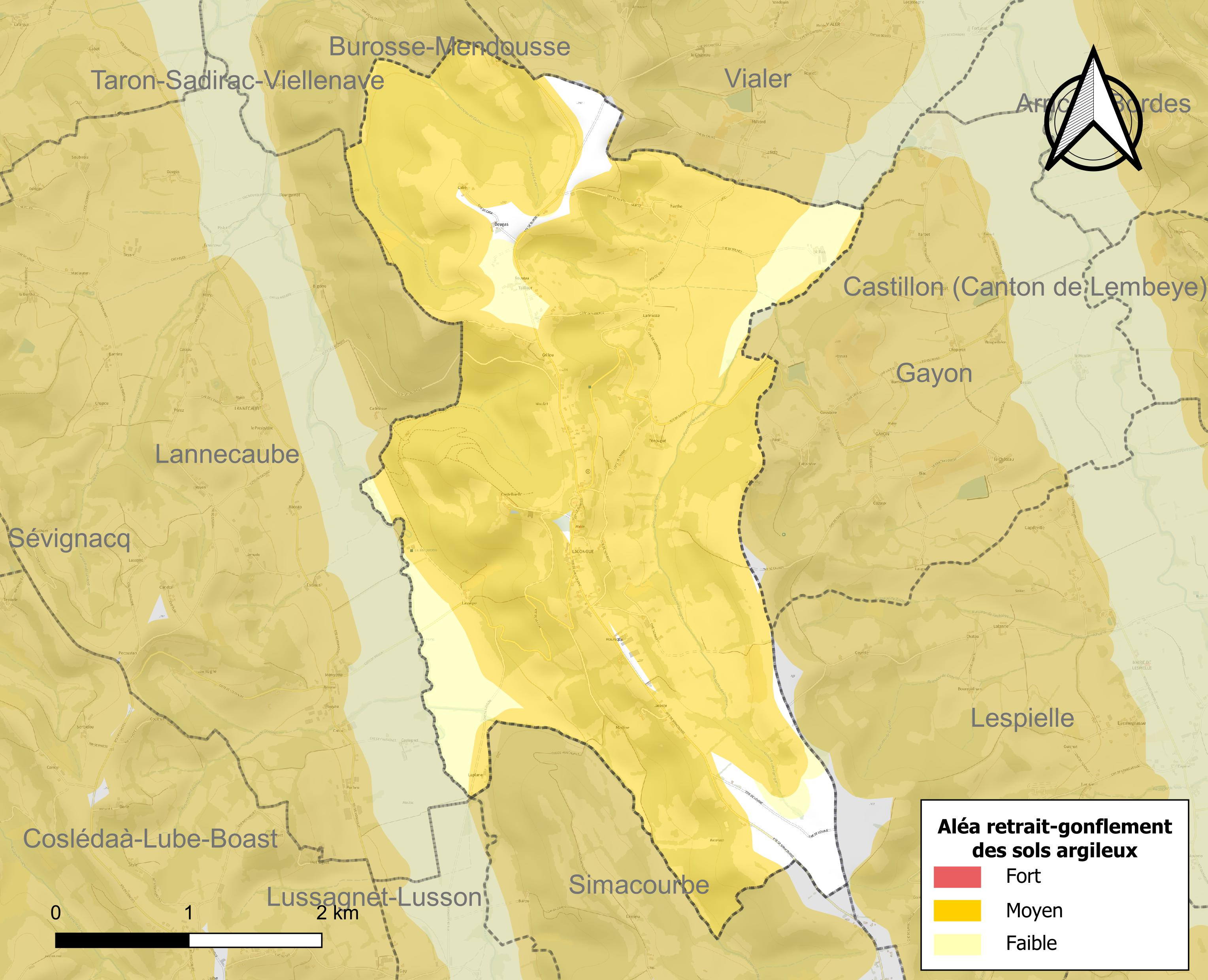
Carte des zones d'aléa retrait-gonflement des sols argileux de Lalongue.

Le retrait-gonflement des sols argileux est susceptible d'engendrer des dommages importants aux bâtiments en cas d’alternance de périodes de sécheresse et de pluie. 86,6 % de la superficie communale est en aléa moyen ou fort (59 % au niveau départemental et 48,5 % au niveau national). Depuis le 1er octobre 2020, en application de la loi ELAN, différentes contraintes s'imposent aux vendeurs, maîtres d'ouvrages ou constructeurs de biens situés dans une zone classée en aléa moyen ou fort,.

## Toponymie
Le toponyme Lalongue apparaît sous les formes 
Lanelonque (1101, cartulaire de Lescar), 
Lanelongue (1402, censier de Béarn), 
Lalonca, Lalongua et Lalonque (respectivement 1538, 1540 et 1683, réformation de Béarn) et 
Saint-Martin de Lalongue (1779, terrier de Lalongue).
Son nom béarnais est Lalonga ou Laloungue.

## Histoire
Lalongue fait partie du réseau de fortifications établi aux XIe et XIIe siècles dans le Vic-Bilh, en témoigne aujourd'hui l'église communale située sur une motte.
Paul Raymond note que la commune comptait une abbaye laïque, vassale de la vicomté de Béarn.
En 1385, on y comptait vingt-cinq feux. En 1683, le bourg comptait 7 maisons.

## Politique et administration
| Période                                  | Période  | Identité        | Étiquette | Qualité |
| ---------------------------------------- | -------- | --------------- | --------- | ------- |
| Les données manquantes sont à compléter. |          |                 |           |         |
| 1995                                     | 2001     | Élie Lacamoire  |           |         |
| 2001                                     | 2014     | Pierre Taurus   |           |         |
| Les données manquantes sont à compléter. |          |                 |           |         |
| 2020                                     | En cours | Martine Hurbain |           |         |

### Intercommunalité
Lalongue fait partie de cinq structures intercommunales :
- la communauté de communes du Nord-Est Béarn ;
- le SIVU de la voirie du canton de Lembeye ;
- le syndicat à vocation scolaire pour les communes de Simacourbe et Lalongue ;
- le syndicat d’énergie des Pyrénées-Atlantiques ;
- le syndicat intercommunal d’alimentation en eau potable (SIAEP) du Vic-Bilh Montanérès.

## Population et société

### Démographie
L'évolution du nombre d'habitants est connue à travers les recensements de la population effectués dans la commune depuis 1793. Pour les communes de moins de 10 000 habitants, une enquête de recensement portant sur toute la population est réalisée tous les cinq ans, les populations de référence des années intermédiaires étant quant à elles estimées par interpolation ou extrapolation. Pour la commune, le premier recensement exhaustif entrant dans le cadre du nouveau dispositif a été réalisé en 2004.

En 2022, la commune comptait 199 habitants, en évolution de −6,57 % par rapport à 2016 (Pyrénées-Atlantiques : +3,78 %, France hors Mayotte : +2,11 %).
| 1793 | 1800 | 1806 | 1821 | 1831 | 1836 | 1841 | 1846 | 1851 |
| ---- | ---- | ---- | ---- | ---- | ---- | ---- | ---- | ---- |
| 447  | 354  | 510  | 516  | 528  | 601  | 635  | 605  | 570  |

| 1856 | 1861 | 1866 | 1872 | 1876 | 1881 | 1886 | 1891 | 1896 |
| ---- | ---- | ---- | ---- | ---- | ---- | ---- | ---- | ---- |
| 583  | 546  | 548  | 508  | 348  | 408  | 424  | 411  | 410  |

| 1901 | 1906 | 1911 | 1921 | 1926 | 1931 | 1936 | 1946 | 1954 |
| ---- | ---- | ---- | ---- | ---- | ---- | ---- | ---- | ---- |
| 401  | 311  | 283  | 226  | 224  | 217  | 221  | 258  | 200  |

| 1962 | 1968 | 1975 | 1982 | 1990 | 1999 | 2004 | 2006 | 2009 |
| ---- | ---- | ---- | ---- | ---- | ---- | ---- | ---- | ---- |
| 172  | 163  | 144  | 140  | 171  | 180  | 213  | 222  | 203  |

| 2014 | 2019 | 2022 | - | - | - | - | - | - |
| ---- | ---- | ---- | - | - | - | - | - | - |
| 210  | 209  | 199  | - | - | - | - | - | - |

Lalongue fait partie de l'aire d'attraction de Pau.

## Culture locale et patrimoine

### Patrimoine civil
L'ensemble fortifié du XIIe siècle témoigne du passé ancien du village sous la forme de la motte où est aujourd'hui situé l'église.
La maison du lieu-dit Cabé fut construite au début du XVIIe siècle.
Le gros œuvre et la charpente du château actuel, date de la seconde moitié du XVIIIe siècle. Il fut complètement remanié dans les années 1870-1880.

### Patrimoine religieux
L'église Saint-Martin date partiellement du XIe siècle, elle a été très restaurée notamment en 1837 après un orage en 1836 puis largement en 1911. Elle recèle du mobilier, un tableau et des objets inscrits à l'inventaire général du patrimoine culturel.

## Équipements
Éducation
La commune dispose d'une école élémentaire.